# 卡姆揚卡 (別爾江斯克區)
47°13′50″N 36°1′3″E / 47.23056°N 36.01750°E
卡姆揚卡（烏克蘭語：Кам'янка），或依俄語譯為卡緬卡（俄语：Камeнка），是位於烏克蘭東南部的村莊，由扎波羅熱州別爾江斯克區的切爾尼希夫卡市鎮負責管轄。該村處於托克馬克河畔，分別距離斯圖利涅韋1.5公里和斯圖利涅韋3公里，面積0.81平方公里，海拔高度116米，2001年人口136。